# Don't Stop...
"Don't Stop..." é uma canção da banda de rock inglesa Oasis. Foi lançada em 30 de abril de 2020, sendo a primeira canção anunciada pelo grupo desde o último single "Falling Down" (2009). Composta por Noel Gallagher, possui um gênero lo-fi acústico, acreditando ter sido gravada originalmente em meados dos anos 2000. A música não está datada, todavia, levando em consideração as características e estilo musical, Alexis Petridis especula que tenha sido lançada para ser incluída nos álbuns Don't Believe the Truth (2005) ou  Dig Out Your Soul (2008).

## Antecedentes
Até a data lançamento, era conhecida apenas por sua presença em uma fita gravada antes de uma apresentação na cidade de Hong Kong, aproximadamente "15 anos atrás", conforme Noel alegou um dia antes. Também afirmou que, por conta do isolamento social decorrente da pandemia de COVID-19 no Reino Unido, o levou a procurar por materiais antigos, vindo a encontrar esta canção em um CD aparentemente sem registros.

## Lançamento e recepção musical
Mark Savage da BBC descreveu a canção como "uma balada acústica e descontraída... compartilhando sua essência com canções clássicas do Oasis, como 'Stop Crying Your Heart Out' e 'Don't Look Back in Anger'"  [sic]. O The Guardian também se pronuciou de modo positivo à música, afirmando ser "um dos melhores esforços de Noel dos últimos dias".
Em resposta ao anúncio, Liam acusou Noel de realizar um overdubbing da gravação original em formato de estúdio de gravação, alegando ser um "golpe de relações públicas" — embora o The Independent sugerira que Liam alegasse ter ficado "desapontado" por não ter participado do single.

## Paradas musicais
| País/Parada (2020)               | Melhor posição |
| -------------------------------- | -------------- |
| Escócia (Scottish Albums Charts) | 10             |
| Reino Unido (UK Download Chart)  | 13             |
| Reino Unido (UK Singles Chart)   | 80             |